# Joža Ország-Vranecký mladší
Joža Ország-Vranecký, Josef Ország-Vranecký (22. března 1913 v Novém Hrozenkově - 14. dubna 1977 v Rožnově pod Radhoštěm) byl valašský učitel a etnograf. Je autorem článků a publikací o valašských lidových řemeslech, tancích a písních.

## Život
Narodil se v rodině Joži Országa-Vraneckého staršího v Novém Hrozenkově. Vystudoval učitelný ústav ve Valašském Meziříčí. Jako učitel a později školský úředník působil nejprve na Podkarpatské Rusi v Užhorodě. Po návratu na Valašsko učil v Novém Hrozenkově a dalších školách na Vsetínsku. V roce 1960 byl komunisty donucen odejít z Nového Hrozenkova. Přestěhoval se do Hrabyně, kde pracoval jako krajský metodik pro ruční práce.
V roce 1967 se vrátil na Valašsko jako pracovník Valašského muzea v přírodě. Věnoval se zde především dokumentaci tradičních lidových řemesel na Valašsku.

## Hudebník
Po druhé světové válce založil novou hrozenkovskou cimbálovou muziku, ve které byl primášem. O jeho kvalitách svědčí ocenění z folkloristického festivalu ve Strážnici, kde v letech 1957 a 1958 získal první ceny za sólovou hru na lidový hudební nástroj. Vedle houslí hrál i na další nástroje. Věnoval se také výrobě lidových hudebních nástrojů. Sbíral lidové písně a tance, které později vydal v řadě časopiseckých článků a v publikacích Tance z Nového Hrozenkova a A měl sem já píščalenku.

## Spisy
- Tance z Nového Hrozenkova, Praha : SNKLHU, 1957
- A měl sem já píščalenku : o lidových hudebních nástrojích, dětských hříčkách a hrách na Moravském Valašsku, Ostrava : Krajské nakladatelství, 1963
- Lidové hudební nástroje na Valašsku, Valašské muzeum v přírodě : Rožnov pod Radhoštěm, 1968
- Dýmkařství na východní Moravě, Valašské muzeum v přírodě : Rožnov pod Radhoštěm, 1972
- Valašské kovářství, Valašské muzeum v přírodě : Rožnov pod Radhoštěm, 1973
- Křiváčkářství na Valašsku, spolu s Evou Urbachovou, Valašské muzeum v přírodě : Rožnov pod Radhoštěm, 1978